# Langeac
Langeac é uma comuna francesa na região administrativa de Auvérnia-Ródano-Alpes, no departamento de Alto Loire. Estende-se por uma área de 33,83 km². Em 2010 a comuna tinha 3 653 habitantes (densidade: 108 hab./km²).

## Link
- Langeac